# Lý Chiêu Hoàng
Lý Chiêu Hoàng (chữ Hán: 李昭皇; 1218 - 1278), Chiêu Hoàng Đế (昭皇帝) hay Chiêu Thánh Hoàng hậu (昭聖皇后) là Nữ Hoàng của Đại Việt, cũng là Hoàng Đế cuối cùng của triều đại nhà Lý, trị vì từ năm 1224 đến năm 1226. Bà là Nữ Hoàng duy nhất trong lịch sử Việt Nam, nhưng không phải là vị vua nữ giới đầu tiên, vị nữ quân chủ đầu tiên là Nữ Vương Trưng Trắc. Bà được chính vua cha Lý Huệ Tông ra chỉ truyền ngôi, dù bên trong có khả năng do sự sắp đặt của Điện Tiền Chỉ Huy Sứ -Trần Thủ Độ, người đang nắm quyền lực trong triều, đồng thời cũng là cậu của bà.
Năm 1225, Chiêu Hoàng được Trần Thủ Độ sắp xếp nhường ngôi cho Trần Cảnh (Trần Thái Tông), triều đại nhà Lý cai trị Đại Việt hơn 200 năm đã chính thức kết thúc. Sau khi nhượng vị, Chiêu Hoàng trở thành hoàng hậu của Thái Tông cho đến khi bị phế truất vào năm 1237 vì không sinh được con nối dõi. Thuận Thiên Công Chúa, người kế vị ngôi hoàng hậu sau đó, chính là chị ruột của bà. Sau năm 1258, ở tuổi 40, bà tái giá lấy Lê Phụ Trần, một viên tướng có công cứu giúp Trần Thái Tông khỏi bị truy kích trong lần quân Nguyên vào cướp. Hai người sống với nhau hơn 20 năm và sinh được 1 trai là Thượng Vị Hầu-Lê Tông và 1 gái là Ứng Thụy Công Chúa-Lê Ngọc Khuê. Bà qua đời ngay sau Thái Tông khoảng 1 năm.
Cuộc đời của bà đầy phức tạp và bi kịch, khi trở thành một nhân vật chủ chốt trong cuộc biến chuyển triều đại đầy kịch tính giữa nhà Trần và nhà Lý. Vốn dĩ là công chúa, sau trở thành nữ hoàng đế, rồi lại trở thành hoàng hậu và bị giáng làm công chúa, cuộc đời của Lý Chiêu Hoàng khiến hậu thế đánh giá là một quá trình đầy phức tạp, cũng trở thành nguồn cảm hứng của rất nhiều tác phẩm thi, ca, nhạc, họa và điện ảnh.

## Thân thế
Lý Chiêu Hoàng ban đầu có tên là Lý Phật Kim (李佛金), sau đổi theo tên húy là Lý Thiên Hinh (李天馨), là con gái thứ hai của Lý Huệ Tông-Lý Hạo Sảm - vị vua thứ 8 của triều đại nhà Lý. Mẹ của bà là Linh Từ Quốc Mẫu-Trần Thị, thường bị dã sử và người hiện đại gọi là "Trần Thị Dung", con gái của Trần Lý, sau trở thành hoàng hậu của Huệ Tông. Không rõ Lý Thiên Hinh sinh ngày bao nhiêu, chỉ biết bà được sinh vào khoảng tháng 9 (ÂL), năm Mậu Dần (1218), tức năm thứ 8 niên hiệu Kiến Gia, nơi bà được sinh ra có lẽ là tại kinh đô Thăng Long. Tước hiệu ban đầu là Chiêu Thánh Công chúa (昭聖公主).
Trên bà có một chị gái là Thuận Thiên Công chúa, sau được gả cho Khâm Minh Đại Vương-Trần Liễu - con trai trưởng của Trần Thừa và là anh trưởng của Trần Thái Tông-Trần Cảnh. Vào thời điểm bà được sinh ra, Lý Huệ Tông đã sớm phát bệnh điên, triều đình hoàn toàn rơi vào tay họ Trần mà đại biểu là Trần Tự Khánh - khi ấy đang giữ chức vụ Thái Úy, quyền phụ chính. Trần Tự Khánh là anh thứ của Trần Thị Dung, tức là bác ruột của Chiêu Thánh. Một người bác khác của Chiêu Thánh là Trần Thừa, giữ chức "Nội Thị Phán Thủ" (内侍判首) - cai quản các quan nội thị phục vụ gần cho Lý Huệ Tông.
Năm Nhâm Ngọ, tức năm Kiến Gia thứ 12 (1222), Huệ Tông đem các lộ trong nước đều chia cho hai cô công chúa con gái của mình (triều Lý có tổng 24 lộ), lấy các hoành nô thuộc lệ và quân nhân bản lộ, chia nhau làm giáp. Sau khi Trần Tự Khánh qua đời, Trần Thừa được dùng tiếp làm Thái Úy Phụ Chính, vào triều không xưng tên, một người cậu khác của Chiêu Thánh là Trần Thủ Độ lại được Huệ Tông giao cho nắm giữ chức Điện Tiền Chỉ Huy Sứ (殿前指揮使), quản lý các cơ cấu quân sự chủ chốt của hoàng cung.

## Hoàng đế cuối cùng của nhà Lý

### Được nhường ngôi
Năm Giáp Thân, Kiến Gia năm thứ 14 (1224), tháng 10, Lý Huệ Tông ra chỉ lập Chiêu Thánh làm Hoàng Thái Tử (皇太子) rồi truyền ngôi, đổi niên hiệu là Thiên Chương Hữu Đạo (天彰有道), tôn hiệu là Chiêu Hoàng (昭皇). Lý Huệ Tông xuất gia ở chùa Chân Giáo trong đại nội.

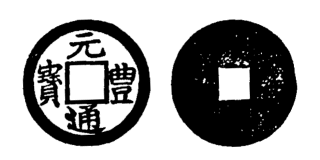
Một đồng tiền được cho là có niên đại vào cuối thời Lý, đầu thời Trần.

Năm Ất Dậu, Thiên Chương Hữu Đạo năm thứ 2 (1225), họ Trần do nắm quyền hành, lần lượt được ban chức tước quan trọng cho con em trong họ, đáng kể nhất là rất nhiều con cháu họ Trần được tuyển vào cung để sung vào các chức vụ hầu trong đại nội, gần gũi với Chiêu Hoàng, bao gồm: "Lục Hỏa Thị Cung Ngoại" (六火侍宫外), "Chi Hầu" (祗侯) và "Nội Nhân Thị Nội" (内人侍内), thường thay nhau trực chầu hầu. Lúc này, chức vụ của Trần Thủ Độ đã bao quát đến nỗi "coi giữ mọi việc quân sự trong ngoài thành thị", trong các con em vào cung hầu Chiêu Hoàng thì có Trần Bất Cập là cháu gọi Trần Thủ Độ bằng chú - được phong "Cận Thị Thự Lục Cục Chi hậu" (近侍署六局祗候), ngoài ra còn có Trần Thiêm làm "Chi Ứng Cục" (祗應局) và Trần Cảnh làm "Chánh Thủ" (政首). Chánh Thủ-Trần Cảnh, là con trai thứ 2 của quan Thái Úy-Trần Thừa, mới 8 tuổi được đưa vào hầu gần Chiêu Hoàng, ban đầu chỉ là ở bên ngoài điện, sau đó phụ trách đưa nước rửa mặt cho Chiêu Hoàng nên vào hầu bên trong. Trần Cảnh cùng gần tuổi với Chiêu Hoàng, được Chiêu Hoàng gần gũi, yêu mến, hay trêu đùa. Trần Thủ Độ lấy dịp đó dựng nên cuộc hôn nhân giữa Chiêu Hoàng và Trần Cảnh rồi chuyển giao triều chánh bằng cách để Chiêu Hoàng nhường ngôi cho chồng. Từ đó, nhà Trần được thành lập.
Năm Ất Dậu (1225), ngày 21 tháng 10 (tức ngày 22 tháng 11 dương lịch), Chiêu Hoàng xuống chiếu nhường ngôi cho Trần Cảnh. Ngày 11 tháng 12 năm ấy (tức ngày 10 tháng 1 năm 1226), Chiêu Hoàng bỏ hoàng bào mời Trần Cảnh lên ngôi Hoàng đế ở điện Thiên An, dựng lên nhà Trần, sử gọi là Trần Thái Tông. Chiêu Hoàng được Thái Tông lập làm hoàng hậu, đổi gọi là Chiêu Thánh. Từ đây nhà Lý hoàn toàn chấm dứt sau 216 năm cai trị.

### Quá trình truyền ngôi
Cuốn sách được xem là bộ biên niên sử sớm nhất của Việt Nam - Đại Việt Sử Lược - đã chép lại quá trình truyền ngôi cho dòng họ nhà Trần rất phức tạp. Theo như sách này ghi lại, Huệ Tông truyền ngôi xong vẫn giữ vai trò chính trị quan trọng, và ông đã chủ trương dàn xếp nhường ngôi, dưới sự góp phần không nhỏ của Thái Úy-Trần Thừa cùng Trần Thủ Độ (sách này chép Thủ Độ đang giữ tước "Thượng Phẩm Phụng Ngự" 上品奉御), sau khi truyền ngôi cho họ Trần thì Huệ Tông mới xuất gia.
| “                                  | Năm Ất Dậu [năm 1225-ND], là năm Kiến Gia thứ 15. Tháng 6, nhà vua nhường ngôi cho con thứ hai là Chiêu Thánh Công chúa. Chiêu Thánh lên ngôi lấy hiệu là Chiêu Hoàng, tôn vua Huệ Tông làm Thái thượng hoàng, đổi niên hiệu là Thiên Chương Hữu Đạo. Mùa đông, tháng 11, Thái thượng hoàng thấy nữ chúa còn nhỏ, lấy làm lo âu mới cho mời Phùng Tá Chu đến mà định mưu nói rằng: "Trẫm vì không có đức, trẫm mắc tội với trời, cho nên bị tuyệt hậu, không có con để nối dõi. Nay trẫm truyền ngôi cho con gái, nhưng thấy một người đàn bà mà khiến bảo đám đàn ông, như có điều là bọn chúng không giúp cho, tất đến lúc hối hận lại thì cơ nghiệp đã mất rồi. Chi bằng trẫm theo cái phép thuở xa xưa của Đường Nghiêu, cái thể thức gần đây là Nhân Tổ (tức Lý Nhân Tông), để kén chọn người hiền mà trao ngôi cho. Nay có điều trẫm thấy là mỗ người con thứ hai của Thái úy (Trần Thừa), tuổi hãy còn nhỏ mà tướng mạo khác thường, tất có thể giúp đời, yên dân. Cho nên, trẫm muốn dùng làm con mà làm chủ cơ nghiệp nước nhà. Vả lại, trẫm thấy Chiêu Hoàng cũng xứng đôi với mỗ. Các khanh hãy vì trẫm mà nói với quan Thái úy rõ". Thái Tổ (tức Trần Thừa) cũng chưa tin điều ấy. Quan Tả phụ là Nguyễn Chánh Lại bảo rằng: "Họ Nguyễn (tức họ Lý, do sách này viết vào thời Trần) có nước đấy. Vua hiền thì có đến sáu, bảy người gầy dựng nên cơ nghiệp, mà cái đức của họ lại có thừa, để lại cái ơn trạch thấm nhuần vào lòng người đã lâu dài rồi. Một sớm, nhà vua sợ có người khác họ làm việc kế tự nên mới có ý thăm dò thử, để xem cái ý của ta như thế nào đấy. Nếu ta nhân đó mà nhận lời, thiên hạ tất sẽ bảo Thái úy thực đã có ý soán nghịch". Thái úy muốn nghe theo lời của Nguyễn Chánh Lại thì quan Thượng phẩm Phụng ngự là Trần Thủ Độ nói rằng: "Lời Tả phụ sai rồi! Nếu mà Hoàng thượng có con trai mà lại nhường ngôi cho Nhị lang (tức Trần Cảnh) thì việc trái ấy ta không thể vâng chiếu được. Nay, Hoàng thượng không người kế tự, ý muốn chọn người hiền để phó thác ngôi cao. Đó là ngài bắt chước việc nhường ngôi của Nghiêu Thuấn thuở xa xưa. Vậy mà lo ngại nữa sao? Huống chi, ngôi chí tôn không thể để khuyết lâu, mà ý thoái lui của Hoàng thượng thì đã quyết, Hoàng thượng đã dứt khoát chọn người khác họ để cho nối ngôi, liệu ta không muốn nghe theo mà được chăng? Nhị lang được Hoàng thượng chọn cũng là ý trời, trời đã ban cho mà không nhận là có tội ấy. Xin quan Thái úy hãy xét kỹ". Mùa thu, tháng Chạp, nhà vua sai quan Nội thị Phán thủ là Phùng Tá Chu, quan Nội hành khiển Tả ty Lang trung là Trần Chí Hoành, các tướng văn võ trong ngoài và các viên quan lại hãy quản lãnh thuyền rồng, chuẩn bị pháp giá đến phủ Cương Tinh mà đón Thái Tổ. Đến ngày mùng một tháng Chạp năm đó [năm Ất Dậu-cuối năm 1225, đầu năm 1226], con của Trần Thừa là Trần Cảnh nhân việc nhường ngôi mà lên làm vua ở tại điện Thiên An. Rồi tôn Thuận Trinh hậu làm Thái hậu, giáng Chiêu Hoàng xuống làm Chiêu Thánh Hoàng hậu. Đổi niên hiệu là Kiến Trung. Thái thượng hoàng cùng với mẹ của ngài là bà Thái hậu Đàm thị đi ra ở nơi chùa Phù Liệt, lấy hiệu là Huệ Quang Thiền sư. | ” |
| — Đại Việt sử lược - "kỷ Huệ Tông" | |   |

Quá trình mà Lý Chiêu Hoàng truyền ngôi cho họ Trần, thông tin từ sách Đại Việt sử ký toàn thư chép có ý khẳng định là do Trần Thủ Độ đứng sau và thao túng, vai trò của Trần Thừa và Lý Huệ Tông hoàn toàn bị lược bỏ đi: 
| “                                                | Một hôm, Cảnh lúc ấy mới lên 8 tuổi, phải giữ việc bưng nước rửa, nhân thế vào hầu bên trong. Chiêu Hoàng trông thấy làm ưa, mỗi khi chơi đêm cho gọi Cảnh đến cùng chơi, thấy Cảnh ở chỗ tối thì thân đến trêu chọc, hoặc nắm lấy tóc, hoặc đứng lên bóng. Có một hôm, Cảnh bưng chậu nước hầu, Chiêu Hoàng rửa mặt lấy tay vốc nước té ướt cả mặt Cảnh rồi cười trêu, đến khi Cảnh bưng khăn chầu thì lấy khăn ném cho Cảnh. Cảnh không dám nói gì, về nói ngầm với Thủ Độ. Thủ Độ nói: "Nếu thực như thế thì họ ta thành hoàng tộc hay bị diệt tộc đây?". Lại một hôm, Chiêu Hoàng lại lấy khăn chầu ném cho Cảnh, Cảnh lạy rồi nói: "Bệ hạ có tha tội cho thần không? Thần xin vâng mệnh". Chiêu Hoàng cười và nói: "Tha tội cho ngươi. Nay ngươi đã biết nói khôn đó". Cảnh lại về nói với Thủ Độ. Thủ Độ sợ việc tiết lộ thì bị giết cả, bấy giờ mới tự đem gia thuộc thân thích vào trong cung cấm. Thủ Độ đóng cửa thành và các cửa cung, sai người coi giữ, các quan vào chầu không được vào. Thủ Độ loan báo rằng: "Bệ hạ đã có chồng rồi". Các quan đều vâng lời, xin chọn ngày vào chầu. Tháng ấy, ngày 21, các quan vào chầu lạy mừng. Xuống chiếu rằng: "Từ xưa nước Nam Việt ta đã có Đế vương trị thiên hạ. Duy triều Lý ta vâng chịu mệnh trời, có cả bốn biển, các tiên thánh truyền nối hơn hai trăm năm, chỉ vì thượng hoàng có bệnh, không người nối dõi, thế nước nghiêng nguy, sai trẫm nhận minh chiếu, cố gượng lên ngôi, từ xưa đến giờ chưa từng có việc ấy. Khốn nỗi trẫm là nữ chúa, tài đức đều thiếu, không người giúp đỡ, giặc cướp nổi lên như ong, làm sao mà giữ nổi ngôi báu nặng nề? Trẫm dậy sớm thức khuya, chỉ sợ không cáng đáng nổi, vẫn nghĩ tìm người hiền lương quân tử để cùng giúp chính trị, đêm ngày khẩn khoản đến thế là cùng cực rồi, Kinh thi có nói "Quân tử tìm bạn, tìm mãi không được, thức ngủ không nguôi, lâu thay lâu thay". Nay trẫm suy đi tính lại một mình, duy có Trần Cảnh là người văn chất đủ vẻ, thực thể cách quân tử hiền nhân, uy nghi đường hoàng, có tư chất thánh thần văn võ, dù đến Hán Cao Tổ, Đường Thái Tông cũng không hơn được. Sớm hôm nghĩ chín từ lâu nghiệm xem nên nhường ngôi báu, để thỏa lòng trời, cho xứng lòng trẫm, mong đồng lòng hết sức, cùng giúp vận nước, hưởng phúc thái bình. Vậy bố cáo thiên hạ để mọi người điều biết". | ” |
| — Đại Việt Sử ký Toàn thư - "Chiêu Hoàng bản kỷ" | |   |

Theo đó, Lý Chiêu Hoàng lên ngôi vào tháng 6 năm Ất Dậu (năm 1225) và nhường ngôi vào tháng 11, chỉ vỏn vẹn gần nửa năm trên ngai vàng.
Sự việc Phùng Tá Chu khuyên can không được ghi chi tiết ở Toàn thư mà chỉ ghi ở Sử lược, tuy nhiên khi ghi chép về sự việc nhường ngôi thì Ngô Sĩ Liên đã gián tiếp chứng thực câu chuyện Phùng Tá Chu khuyên Huệ Tông nhường ngôi họ Trần: "Các quan bấy giờ không ai nghĩ gì đến xã tắc, để cho Phùng Tá Chu viện dẫn việc Lữ hậu và Võ hậu làm cớ mà thành ra việc Chiêu Hoàng nhường ngôi cho họ Trần, ấy là người có tội với họ Lý". Điều này chứng tỏ thông tin Phùng Tá Chu ảnh hưởng chuyện Huệ Tông quyết định chọn Trần Cảnh làm rể từ Sử lược là chính xác. Sách Khâm định Việt sử thông giám cương mục có lời nhận định rằng:
| “                                                                    | Thực là việc lạ, suốt nghìn xưa chưa hề có. Các triều đại Bắc phương chưa từng có chuyện được nước như vậy bao giờ. Kìa như họ Sài nối nhà Chu đã là chuyện lạ, nhưng cũng chưa lạ đến như thế. Xem ra cũng chẳng qua như bọn Vương Mãng và Dương Kiên đó thôi. Dầu chẳng mượn danh nghĩa là "Bệ hạ có chồng", thiên hạ thế nào chắc cũng về tay họ Trần. Họ Trần lấy được nước, đều là nhờ công sức Thủ Độ, cũng như vua Thuận Trị nhà Thanh với Đa Nhĩ Cổn, chứ Trần Thái Tông có gì đáng khen đâu? Cho nên nhà Trần không có miếu hiệu là Thái Tổ. Cái cớ làm cho nhà Trần được hưởng nước lâu dài là nhờ công đức Thánh Tông và Nhân Tông đấy chăng. | ” |
| — Khâm định Việt sử thông giám cương mục - "Chính biên, quyển thứ V" | |   |

## Nửa đời sau
Sau khi nhường ngôi, Lý Chiêu Hoàng được lập làm hoàng hậu, trở thành vị hoàng hậu trẻ tuổi nhất trong lịch sử, vì khi đó bà mới 8 tuổi. Bà chung sống với Trần Thái Tông hơn 10 năm, không có ghi chép gì cụ thể về bà trong suốt thời gian này.
Năm Đinh Dậu, Thiên Ứng Chính Bình thứ 6 (1237), hơn 10 năm mà Thái Tông cùng Chiêu Thánh không có con, Thái Sư-Trần Thủ Độ cùng Thiên Cực công chúa lo sợ huyết thống hoàng gia bị đứt đoạn, nên ép Thái Tông phải bỏ Chiêu Thánh để lấy chị dâu là Thuận Thiên Công Chúa đang có thai 3 tháng. Trần Thái Tông cảm thấy chuyện này hổ thẹn, đang đêm trốn khỏi kinh thành để lên gặp sư Phù Vân ở Yên Tử nương nhờ. Trần Thủ Độ vừa dỗ vừa gây sức ép, cuối cùng Thái Tông cũng phải chịu nghe theo. Thuận Thiên Công Chúa được lập làm hoàng hậu thay thế, Chiêu Thánh bị giáng làm "công chúa" - tức hàng ngoại mệnh phụ. Vì chuyện này, Hoài Vương-Trần Liễu nổi loạn ở sông Cái, nhiều năm nhiều tháng không ngừng. Cuối cùng, Trần Liễu đến xin Thái Tông tha tội, hai anh em ôm nhau khóc thảm thiết. Sau đó, Liễu được đổi phong hiệu làm "An Sinh Vương" (安生王), được ban các vùng An Sinh, An Phụ, An Dưỡng, An Hưng, An Bang làm ấp thang mộc (nay thuộc thành phố Đông Triều và thị xã Quảng Yên, tỉnh Quảng Ninh). Những tướng sĩ và quân lính đi theo Trần Liễu làm loạn đều bị xử tử.
Từ ấy đến hơn 20 năm sau, chính sử không hề đề cập hành trạng của bà. Sách "Lý Chiêu Hoàng - Một đời sóng gió" của Lê Thái Dũng có đề cập về một truyền thuyết rằng Chiêu Thánh sau khi bị giáng đã xuất gia tại chùa Linh Tiên của làng Giao Tự (nay thuộc xã Kim Sơn, huyện Gia Lâm, Hà Nội), thế nhưng văn bản chứng minh rất mơ hồ. Năm Mậu Ngọ, Nguyên Phong năm thứ 8 (1258), sau cuộc chiến với quân đội Mông Cổ trong dịp người Nguyên vào cướp, Trần Thái Tông gả Chiêu Thánh cho quan Ngự Sử Trung Tướng- Lê Phụ Trần, vốn tên Lê Tần (黎秦), người Ái Châu, vì có công phò giúp nhà Vua nên được Thái Tông ban tên "Phụ Trần" (có nghĩa giúp họ Trần) và ban cho chức Ngự Sử Đại Phu, sách An Nam Chí Lược ghi Lê Phụ Trần được phong "Nhập Nội Phán Thủ" (入內判首) và còn được ban tước "Bảo Văn Hầu" (保文侯). Khi quyết định ban hôn, Thái Tông còn nói: "Trẫm không có khanh, thì đâu có ngày nay. Khanh hãy cố gắng để cùng được trọn vẹn về sau".
Đầu năm Mậu Dần, niên hiệu Bảo Phù thứ 6 (1278), tháng 3, Chiêu Thánh Công chúa Lý Thiên Hinh qua đời, thọ 61 tuổi. Bà qua đời sau gần 1 năm tròn so với Trần Thái Tông (qua đời năm 1277). Khi bà Chiêu Thánh được gả cho Lê Phụ Trần thì bà đã ở vào khoảng năm 40 tuổi, hai người sống với nhau 20 năm, sinh ra con trai là Thượng Vị Hầu Lê Tông, con gái là Ứng Thụy Công Chúa tên là Ngọc Khuê. Chính sử không chép nơi an táng và lễ nghi của bà Chiêu Thánh, và dù khi qua đời bà vẫn chỉ là "Chiêu Thánh Công chúa", nhưng hậu thế vẫn thường gọi bà theo tôn hiệu "Lý Chiêu Hoàng".

## Nhìn nhận
Cuộc đời của Lý Chiêu Hoàng thường được nhìn nhận là bi kịch khi trở thành con rối chính trị lúc còn quá nhỏ. Có một số ý kiến việc đền Lý Bát Đế (tức Đền Đô) chỉ thờ 8 vị Hoàng đế nhà Lý là vì đổ tội Lý Chiêu Hoàng làm mất nhà Lý, đồng thời còn cho rằng người đương thời lên án và xem trách nhiệm hoàn toàn do Lý Chiêu Hoàng. Trước mắt, căn cứ vào cuốn sách chính sử hàng đầu của Việt Nam là Đại Việt sử ký toàn thư được soạn vào thời Lê sơ, người đời Lê nhận xét việc triều Lý mất hoàn toàn do số trời mà không phải là lỗi một cá nhân từ Lý Chiêu Hoàng. Sử gia Ngô Sĩ Liên khi bàn về việc này có nói:
| “                                                | Đến thời Huệ Tông, cái độc hại cho thiên hạ đã ăn sâu lắm, mà nhà Vua không phải người giỏi giang cứng cáp, bề tôi giúp nước thì nhu nhược hèn kém, muốn chữa cái độc đã sâu thì làm thế nào được. Huống chi nhà Vua lại bị chứng hiểm, chữa không khỏi, lại không có con trai để nối nghiệp lớn, thế là điểm nguy vong đã hiện ra rồi. Tục truyền rằng Lý Thái Tổ khi mới được thiên hạ, xa giá về Cổ Pháp ngự chơi chùa ở hương Phù Đổng, có thần nhân đề thơ ở cột chùa rằng: "一缽功德水，Nhất bát công đức thủy 隨緣化世間。 Tuỳ duyên hóa thế gian. 光光重照耀， Quang quang trùng chiếu diệu. 日影沒登山。 Nhật ảnh một đăng san" Có nghĩa: “(Mặt trời như) Một bát nước công đức, Tùy duyên độ hóa khắp thế gian. Ánh sáng soi rực rỡ, Bóng trời mất dạng lúc lên ngàn. Sư chùa là Vạn Hạnh đem bài thơ ấy dâng lên. Lý Thái Tổ xem xong rồi nói: "Việc của thần nhân thì không thể hiểu được". Người đời truyền tụng, không ai biết thơ ấy nói thế nào. Đến khi nhà Lý mất, mới cho bài thơ ấy là nghiệm. Vì từ đời Huệ Tông trở lên đến Thái Tổ là tám đời, mà Huệ Tông tên là "Sảm", tức là mặt trời gác núi, hết bóng. Thế thì nhà Lý được nước là tự trời, mất nước cũng là tự trời vậy. | ” |
| — Đại Việt sử ký toàn thư - "Chiêu Hoàng bản kỷ" | |   |

Bên cạnh đó, về việc tái hôn của Chiêu Hoàng mà tác giả là Trần Thái Tông, sách Toàn Thư chê trách nặng lời việc nhà Vua mang bà là vợ cũ, hơn nữa còn là Cựu Hoàng Đế, gả cho Lê Phụ Trần là bầy tôi. Ngô Sĩ Liên viết gay gắt: "Vua tôi nhà Trần coi thường đạo vợ chồng lại thấy ở đây lần nữa".
Sự việc sau cái chết của Lý Chiêu Hoàng tiếp tục được đồn thổi với rất nhiều truyền thuyết. Sách Việt Sử Tiêu Án, một cuốn sử đời Lê Trung Hưng do Ngô Thì Sĩ soạn đã có chép lại thuyết dân gian rằng bà đã nhảy hồ tự sát. Nguyên văn: "Bà Chiêu Thánh mất. Bà đã bị giáng là Công Chúa, rồi gả cho Phụ Trần, khi ấy mất đã 61 tuổi. Hiện nay ở tỉnh Bắc Giang, có đầm Minh Châu, giữa đầm có phiến đá to, người ta truyền lại rằng bà Chiêu Thánh cắp hòn đá nhảy xuống đầm mà chết, trên bờ đầm có miếu Chiêu Hoàng. Đó là thổ dân nơi đó bênh vực hồi mộ cho bà Chiêu Hoàng mà đặt ra thuyết ấy! Bà Chiêu Hoàng nhất sinh ra là người dâm cuồng, lấy chồng không vừa lứa đôi, đâu còn trinh tiết như lời người ta truyền lại". Do thời đại đã trôi qua, thời kỳ Lê trung hưng đã có cái nhìn khắt khe hơn với chuyện về Lý Chiêu Hoàng, bên cạnh chê bai họ Trần như cũ thì cuốn sách này cũng phê phán Lý Chiêu Hoàng rất lớn trong việc tái giá này. Ngoài nhận định Chiêu Hoàng "nhất sinh là người dâm cuồng" như trên, thì còn có nhận xét khác:
| “                                                  | Xưa Hầu Cảnh đem vợ Thái tử gả cho tướng Quách Nguyên Kiến, Kiến từ chối rằng: "Đâu có Quý phi lại giáng làm vợ người thường", rồi không chịu trông mặt bà phi ấy. Phụ Trần nhận sự gả ấy, lại không bằng tên nghịch tặc còn có lương tâm. Ở nước Ngô có người đưa cỏ bồ nát hỏi vợ, người vợ giận mà chết, không chịu nhục; nay bà Chiêu Thánh vui thích sự gả đó, lại không được bằng người đàn bà thường dân còn có liêm sĩ. Ôi! Dâm phong của nhà Trần tập nhiễm đã quen; bà Thiên Cực là Thái hậu mà lấy người bầy tôi, bà Thuận Thiên là chị dâu mà lấy em chồng, cho nên bây giờ bà Chiêu Thánh cũng là Hoàng hậu mà lấy người bầy tôi làm chồng, Phụ Trần là bầy tôi mà lấy bà Hậu làm vợ, mẹ ấy con ấy, chị ấy em ấy, vợ ấy chồng ấy, vua ấy tôi ấy, thật không bằng cầm thú. | ” |
| — Việt sử tiêu án - "Nhà Trần, Thái Tông Hoàng đế" | |   |

Học giả Lê Thái Dũng trong cuốn "Lý Chiêu Hoàng - Một đời sóng gió" có ghi lại một tương truyền rằng trước khi qua đời, bà Lý Chiêu Hoàng đã về thăm quê Cổ Pháp (Bắc Ninh) và qua đời tại đó. Khi mất, tóc bà vẫn đen nhánh, môi vẫn đỏ như son, má vẫn tươi như hoa đào, cũng vì những thông tin này mà trong sách còn đề cập một giả thiết rằng Lý Chiêu Hoàng được gả cho Lê Phụ Trần là một "thế thân", mà Lý Chiêu Hoàng thực tế vẫn còn ở trong cung, hoặc đã qua đời, hoặc đã xuất gia, tuy nhiên những điều trên mà Lê Thái Dũng ghi chép đều chỉ mang tính truyền miệng của dân gian, hoàn toàn không được xem là chứng cứ. Sau khi mất, chính sử không chép về nơi Lý Chiêu Hoàng được an táng, tuy nhiên không biết từ bao giờ mà có thông tin rằng Lý Chiêu Hoàng được an táng ở bìa rừng Báng, phía tây Thọ Lăng Thiên Đức (nơi an táng của các vị Vua nhà Lý), do vậy người đời sau lập đền thờ gọi là Long Miếu (đền Rồng) - hiện nay tại phường Đình Bảng, thành phố Từ Sơn, tỉnh Bắc Ninh. Cũng theo Lê Thái Dũng, sở dĩ Lý Chiêu Hoàng không được thờ chung tại đền Đô mà phải thờ riêng vì bà là người bị xem là có tội với dòng họ Lý khi để mất nhà Lý.
Nhà thơ Tản Đà có bài thơ Vịnh Lý Chiêu Hoàng như sau:
Quả núi Tiên Sơn có nhớ công
Mà em đem nước để theo chồng
Ấy ai khôn khéo tài dan díu
Những chuyện hoa tình có biết không?
Một gốc mận già thôi cũng phải
Hai trăm năm lẻ thế là xong
Hỏi thăm sư cụ chùa Chân Giáo
Khách khứa nhà ai áo mũ đông.
Ở Từ Sơn (Bắc Ninh) vẫn còn câu ca dao thác lời Chiêu Hoàng trách Trần Cảnh về việc này:
Trách người quân tử bạc tình
Chơi hoa rồi lại bẻ cành bán rao!

## Hậu duệ
- Với Trần Thái Tông Trần Cảnh (có nghi vấn):

1. Hoàng thái tử Trần Trịnh (陳鄭), không ghi rõ là Chiêu Hoàng sinh ra ở bất kỳ sách sử nào. Trong sách Toàn thư, Thái tử Trịnh không được ghi năm sinh mà chỉ ghi hôm ấy mất, Ngô Sĩ Liên bèn nghĩ rằng "vừa sinh ra đã mất", chứ hoàn toàn không chắc chắn Thái tử là vừa sinh đã mất, càng không nói đến Thái tử do Chiêu Hoàng sinh ra[17].
2. Thiên Thành công chúa Trần Anh (陳英) (?),sinh năm 1235, là trưởng công chúa,vị này không rõ là con của Thái Tổ hay Thái Tông. Lấy Trần Hưng Đạo. Mẹ sinh Khâm Từ Hoàng hậu và Tuyên Từ Hoàng hậu.

- Với Bảo Văn Hầu-Thiếu Sư-Lê Phụ Trần:

1. Lê Tông (黎琮)[18], con trai duy nhất, được ban tước Thượng Vị Hầu. Có suy đoán đây là Bảo Nghĩa Vương-Trần Bình Trọng.
2. Ứng Thụy Công Chúa, tên Ngọc Khuê [18], con gái duy nhất. Không rõ hành trạng. Tiểu thuyết của Lê Thái Dũng gọi là "Lý Chiêu Hoàng - Một đời sóng gió" có thông tin ghi trong "Niên biểu Lý Chiêu Hoàng" rằng công chúa lấy Trạng Nguyên-Trần Cố, quê ở xã Phạm Triền, huyện Thanh Miện, phủ Hạ Hồng, lộ Hải Đông (nay là thôn Phạm Lý, xã Ngô Quyền, huyện Thanh Miện, Hải Dương), đỗ Kinh trạng nguyên khoa Bính Dần. Hiện không rõ Lê Thái Dũng lấy thông tin này ở đâu.

## Quan hệ với Trần Bình Trọng
Không có bất kì ghi chép lịch sử nào giữa Lý Chiêu Hoàng với Trần Bình Trọng có quan hệ ruột thịt gì hay không.
Sách Toàn thư chỉ nói: "Vương (tức Bảo Nghĩa Vương Trần Bình Trọng) là dòng dõi Lê Đại Hành", và PGS. Tiến sĩ Trần Bá Chí trong cuốn "Bối cảnh định đô Thăng Long và sự nghiệp của Lê Hoàn" đã dựa vào "Lê triều miêu duệ" và "Cổ Mai bi ký" để giả định Trần Bình Trọng là con của Lê Phụ Trần, và Trần Bá Chí nhấn mạnh "nếu Phụ Trần chỉ lấy một mình Chiêu Thánh Công chúa" thì Trần Bình Trọng có thể là con của Lê Phụ Trần với Lý Chiêu Hoàng. Nếu đúng là như vậy, thì Lý Chiêu Hoàng là ngoại tổ mẫu nhiều đời của Trần Minh Tông-Trần Mạnh - cháu 4 đời của Trần Thái Tông, vì mẹ của Minh Tông là Chiêu Từ Hoàng Thái Hậu - con gái của Trần Bình Trọng.

## Trong văn hoá đại chúng
| Năm  | Tác Phẩm            | Diễn Viên    |
| 2013 | Thái sư Trần Thủ Độ | Đào Hạnh Đan |